# Liste der öffentlichen Parks und Gärten in der Normandie
Liste öffentlicher Parks und Gärten in der Region Normandie.

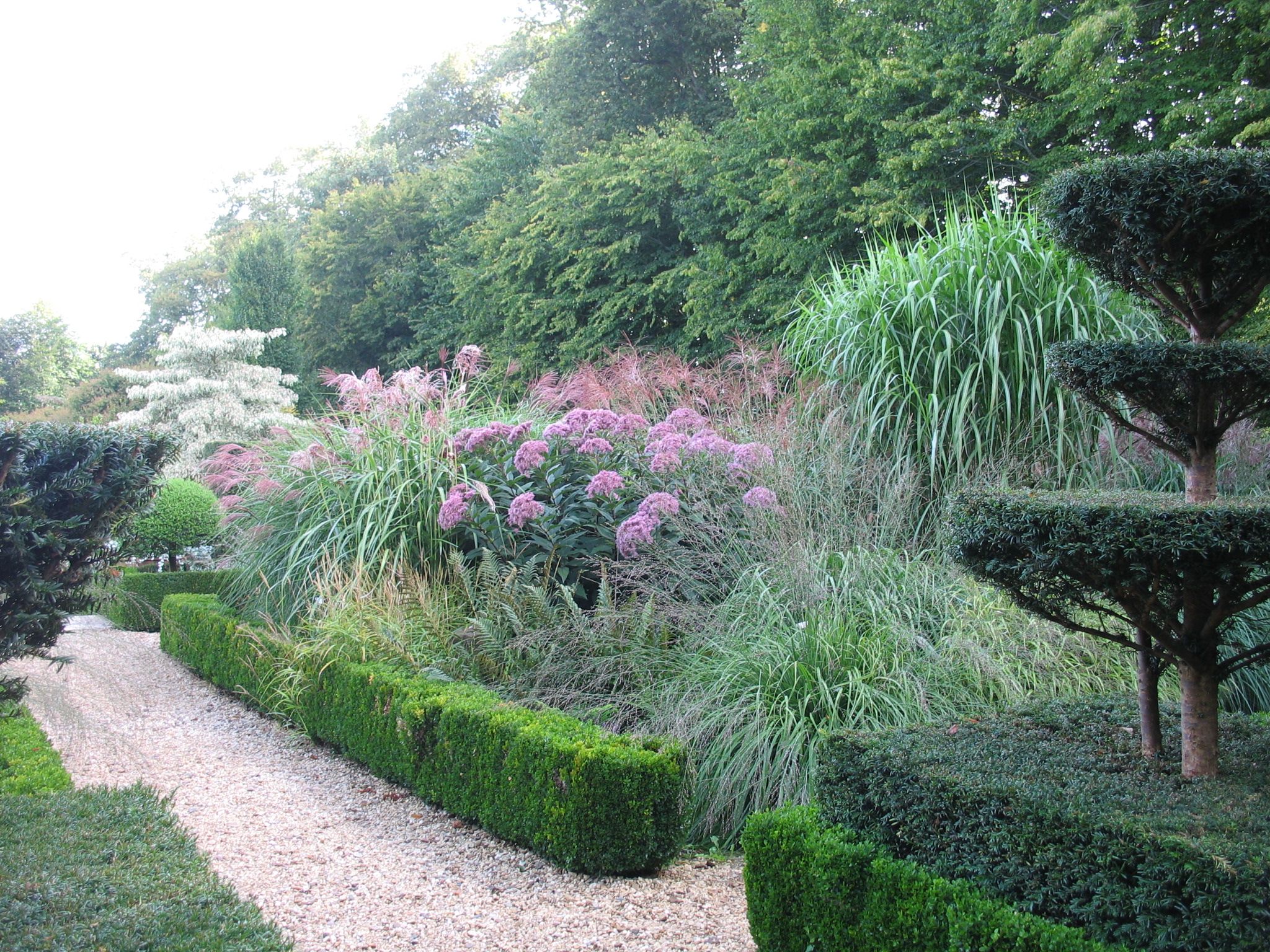
Jardins de Plantbessin in Castillon

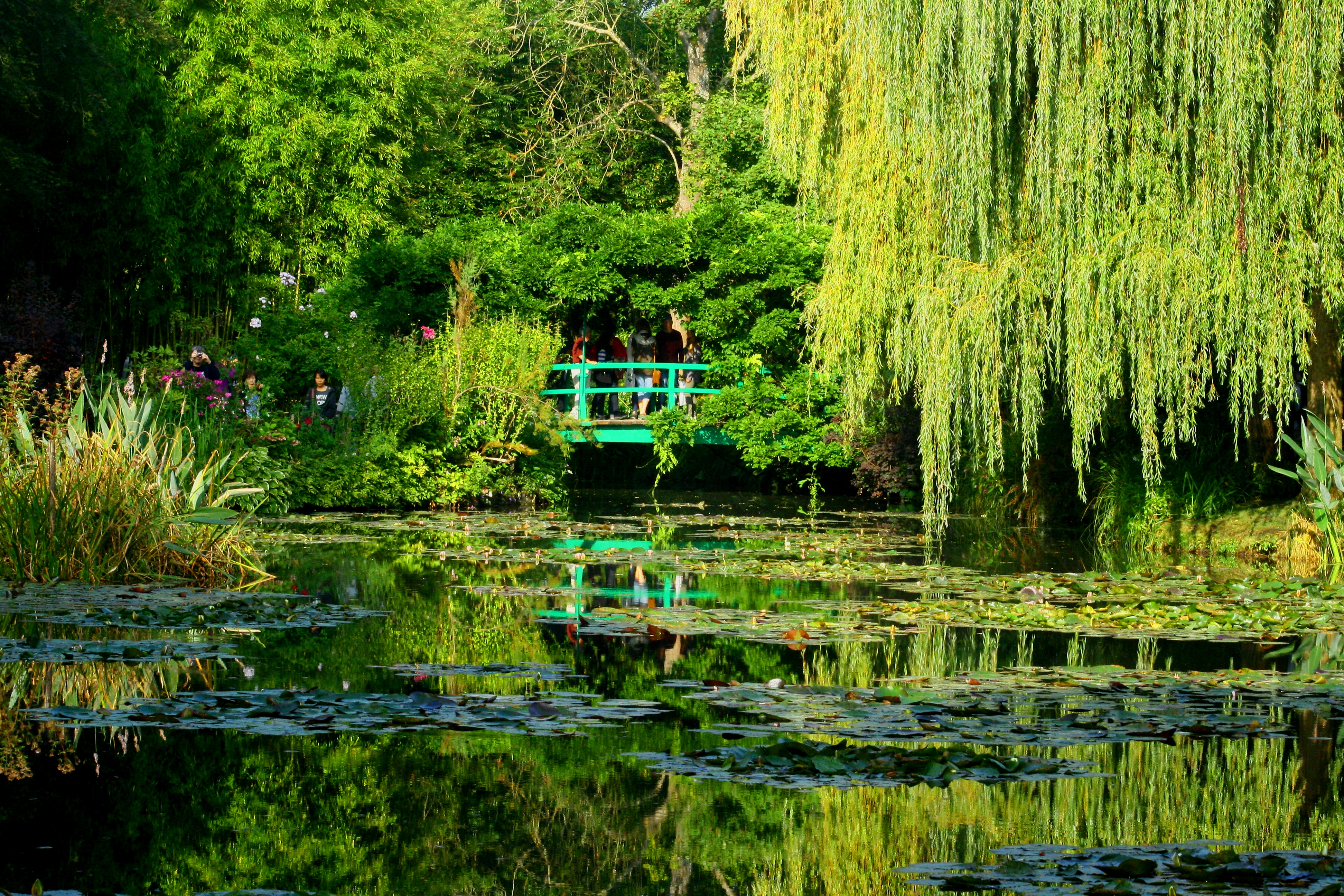
Jardin de Claude Monet

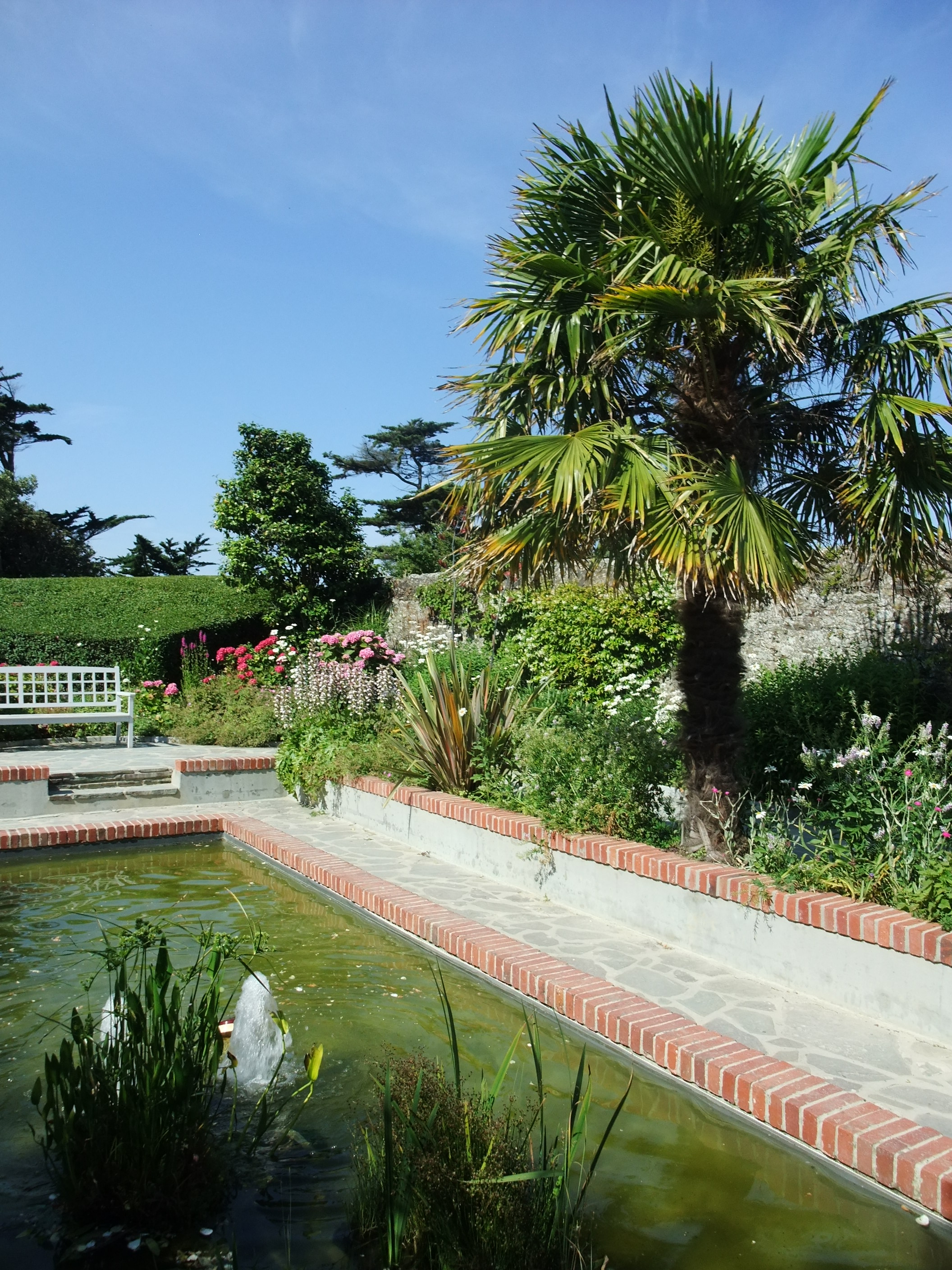
Jardins Christian Dior in Granville

## Département Calvados
- Acqueville: Park und Garten des Château de la Motte
- Brécy: Jardins du Château de Brécy
- Caen: Jardin botanique
- Caen: Parc floral de la Colline aux Oiseaux
- Cambremer: Jardins du Pays d’Auge
- Castillon: Jardins de Plantbessin
- Deauville: Parc des Enclos
- Mézidon-Canon: Parc et jardins du Château de Canon
- Thury-Harcourt: Parc et jardins du Château
- Vendeuvre: Parc et jardins du Château de Vendeuvre

## Département Eure
- Acquigny: Parc du Château d’Acquigny.
- Boisemont: Jardin Potager de Saint Jean de Frenelles
- Giverny: Jardin de Claude Monet
- Harcourt: L’Arboretum et Forêt de la Domaine d’Harcourt
- Miserey: Jardin de Miserey
- Vascœuil: Parc et jardin du Château de Vascœuil
- Vernon: Parc du Château de Bizy

## Département Manche
- Avranches: Jardin des plantes
- Beaumont-Hague: Jardin botanique du château de Vauville
- Cherbourg: Parc et serres Emmanuel Liais
- Cherbourg: Parc du château des Ravalet
- Coutances: Jardin des Plantes
- Granville: Jardin Christian Dior in aussichtsreicher Lage über der Steilküste
- Martinvast: Parc floral du château
- Rouxeville: Parc des Sources d’Elle étangs de de pêche à la truite
- Saussey: Jardins du manoir d’Argences
- Saussey: Jardin du manoir de Saussey
- Saint-Germain-le-Gaillard (Manche): Jardins du manoir de Bunehou
- Urville-Nacqueville: Parc du château de Nacqueville

Parks und Gärten im Département Manche
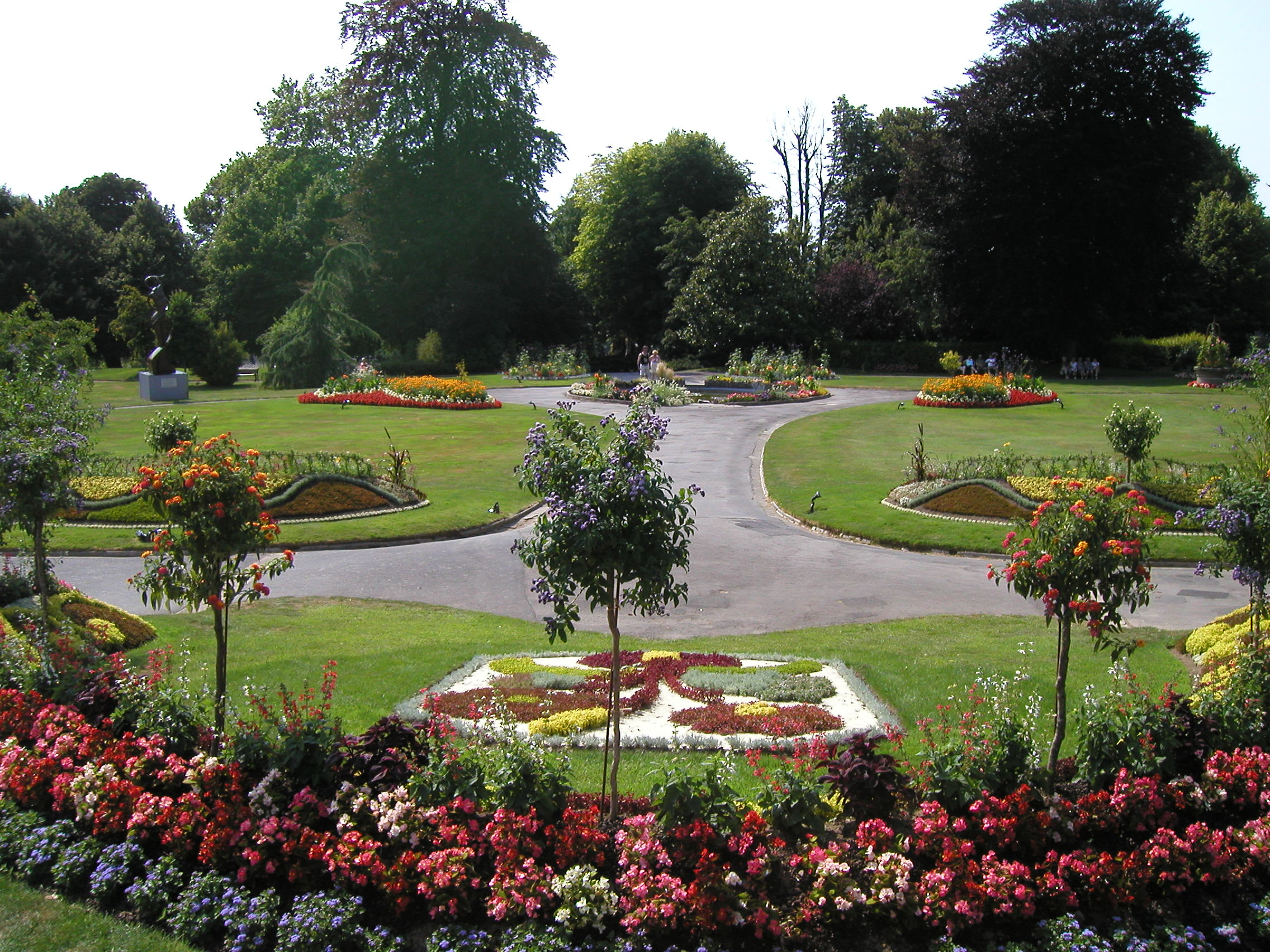
Jardin des Plantes von Avranches
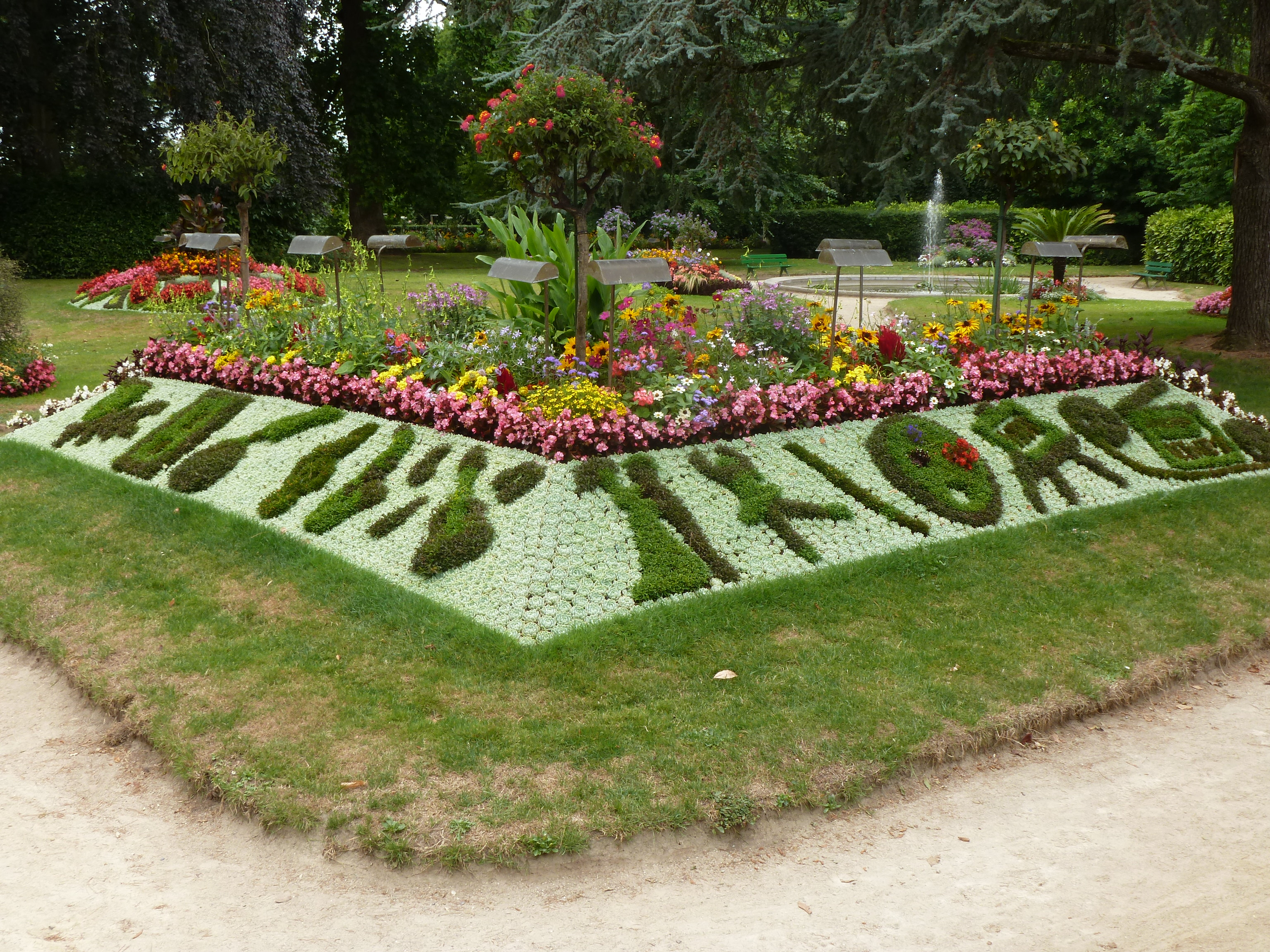
Jardin des Plantes von Coutances
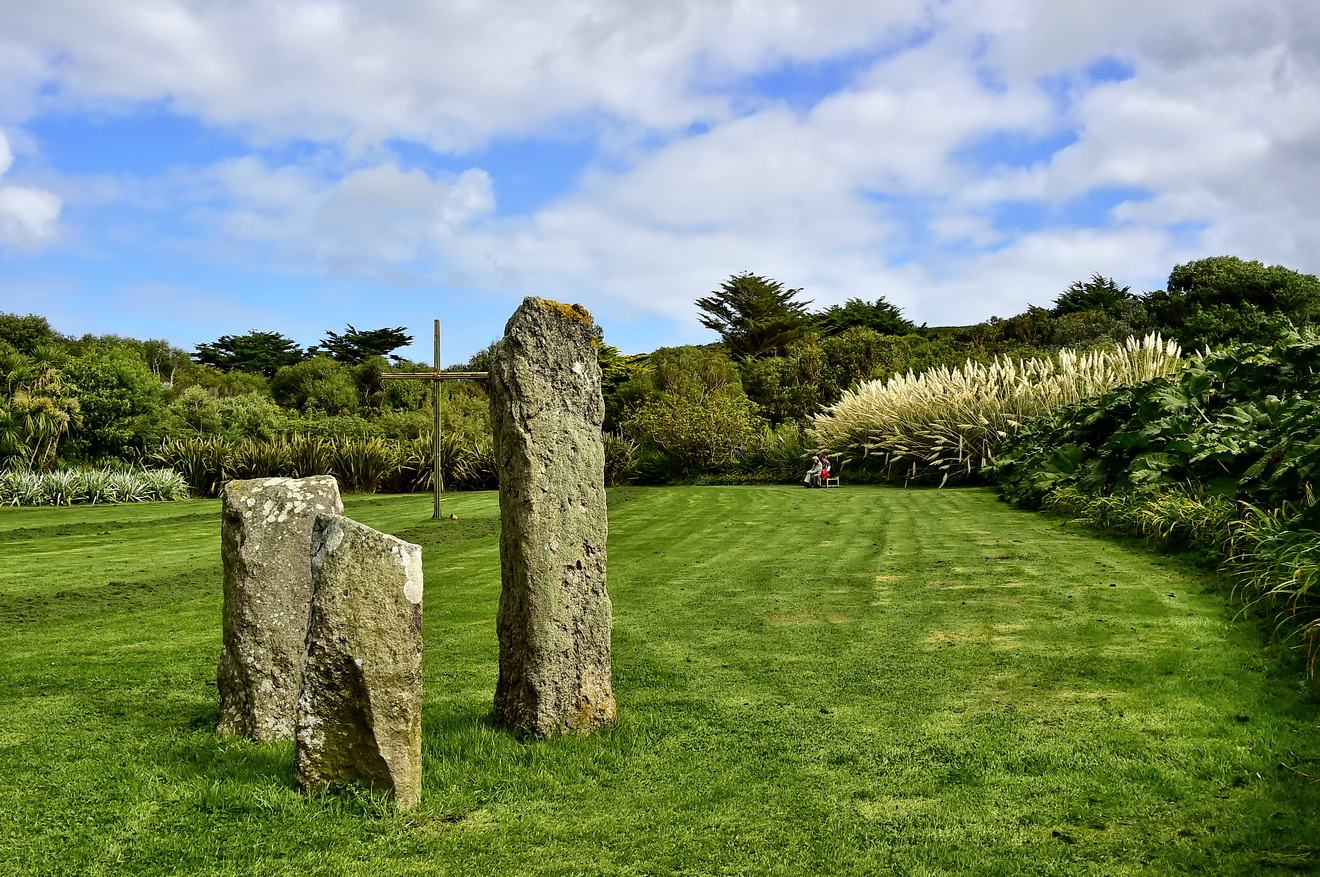
Jardin botanique de Vauville

## Département Orne
- Igé: Parc du Vauhernu

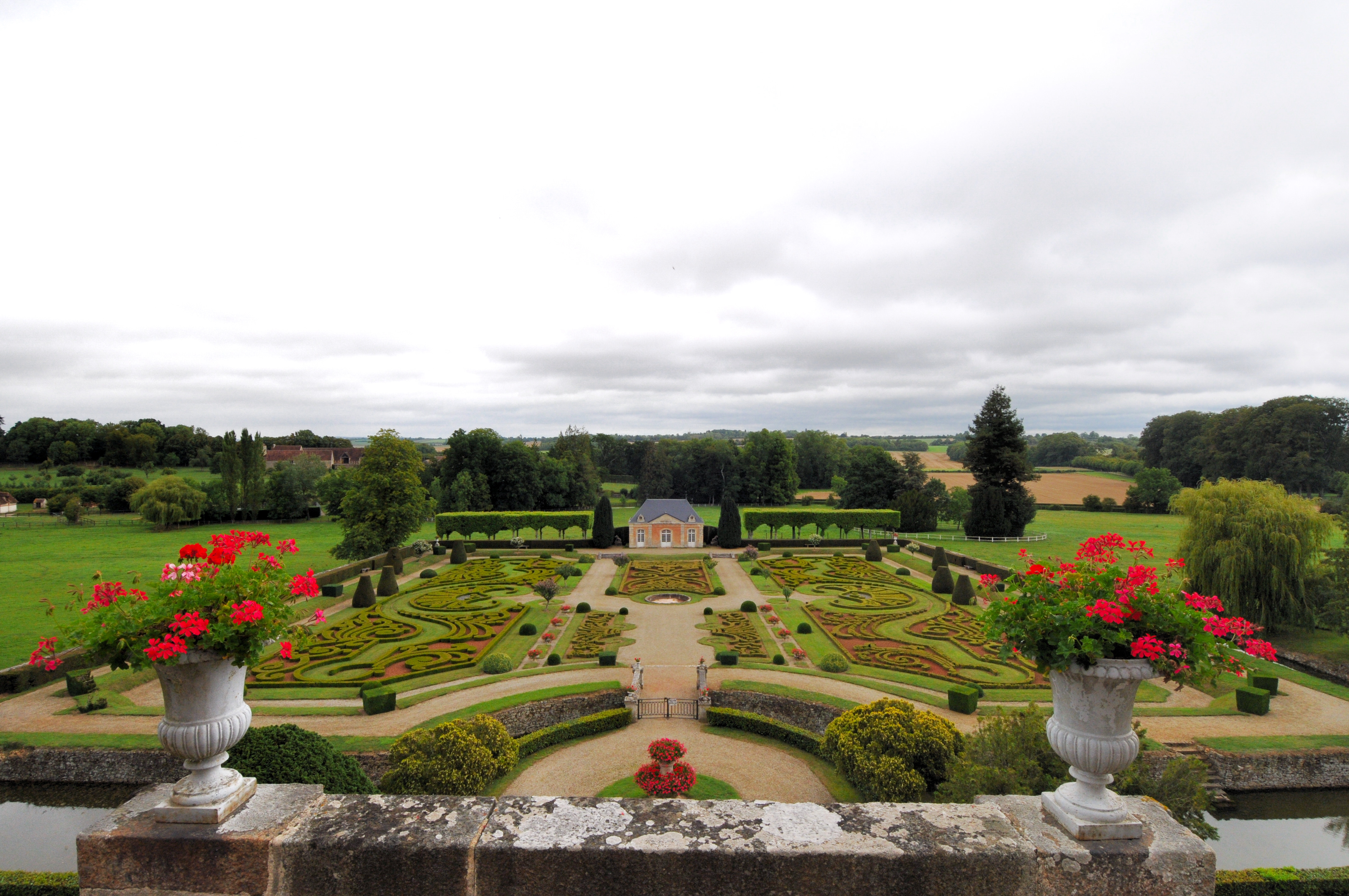
Jardin du Château de Sassy in Saint-Christophe-le-Jajolet

- La Rouge: Parc du chateau de Lorière
- Monceaux-au-Perche: Jardins du manoir du Pontgirard
- Préaux-du-Perche: Le Jardin François, les Clos
- Saint-Christophe-le-Jajolet: Jardins et terrasses du château de Sassy
- Vimoutiers: Les jardins du Prieuré Saint-Michel

## Département Seine-Maritime

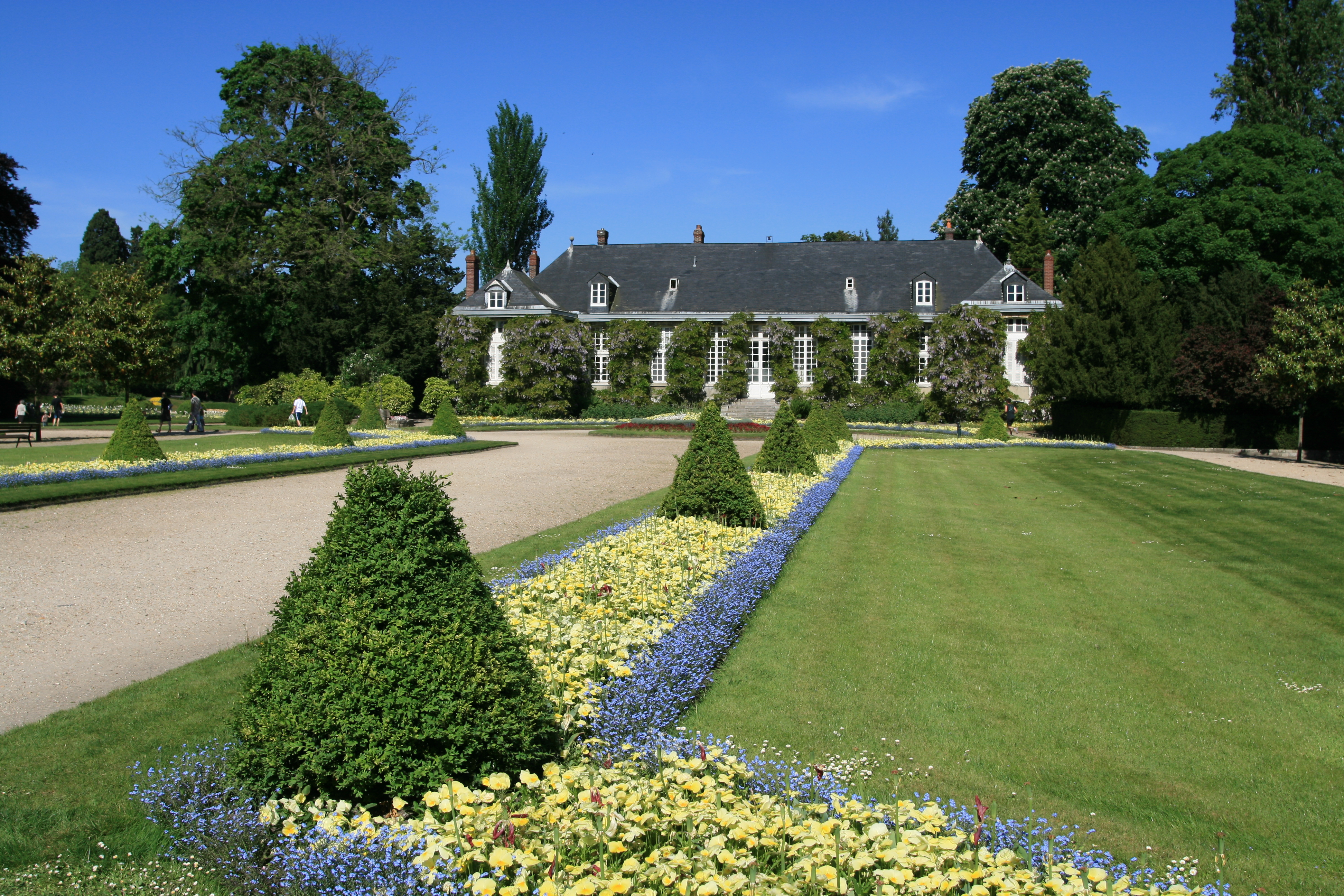
Le Jardin des Plantes Rouen

- Auffay: Parc et jardin du Château de Bomelet
- Ermenouville: Roseraie du Château du Mesnil-Geoffroy
- Rouen: Le Jardin des Plantes
- Saint-Martin-de-Boscherville: Jardins et potager de l’Abbaye Romane Saint Georges de Boscherville
- Varengeville-sur-Mer: Le Bois des Moutiers, Jardin Shamrock